# Laurent Marc Antoine du Lyon de Campet
Laurent Marc Antoine du Lyon de Campet est un homme politique français né le 26 juillet 1762 à Mont-de-Marsan (Landes) et décédé le 21 juillet 1828 à Paris.

## Présentation
Officier des Gardes-françaises en 1778, il se tient à l'écart sous la Révolution française. Maire de Campet en 1800, il devient maire de Mont-de-Marsan en 1808 et rencontre à ce titre l'empereur Napoléon Ier lors de son étape dans cette ville à l'hôtel Papin dans la nuit du 13 au 14 avril 1808. Il est maire de Mont-de-Marsan une seconde fois en 1815.
Il est conseiller d'arrondissement puis président du conseil général des Landes de 1816 à 1827. À la Restauration, il est conseiller de la préfecture des Landes et député des Landes de 1822 à 1828, siégeant au centre.